# 塩化トリブチルスズ
塩化トリブチルスズ（えんかトリブチルスズ、tributyltin chloride）は、化学式 (C4H9)3SnCl で表される有機化合物である。無色の液体で有機溶媒に溶ける。

## 調製と反応
この化合物は、塩化スズ(II)とテトラブチルスズ を組み合わせた再分配反応によって調製される。
3 (C4H9)4Sn  +   SnCl4   →  4 (C4H9)3SnCl
塩化トリブチルスズは、加水分解して酸化物 [(C4H9)3Sn]2O になる。
塩化トリブチルスズは、他の有機スズ化合物と、トリブチルスズ のような試薬の前駆体として用いられる。